# Norges Badminton Forbund
Die Norges Badminton Forbund (NBF) ist die oberste nationale administrative Organisation in der Sportart Badminton in Norwegen. Der Verband wurde am 24. Oktober 1938 gegründet.

## Geschichte
Kurz nach seiner Gründung wurde der Verband Mitglied in der Badminton World Federation, damals als International Badminton Federation bekannt. Er gehörte zu den ersten 20 Mitgliedern des Weltverbandes. 1967 gehörte der Verband zu den Gründungsmitgliedern des kontinentalen Dachverbandes Badminton Europe, zu der Zeit noch als European Badminton Union firmierend. Zudem ist der NBF einer von 54 Sportfachverbänden des Norges idrettsforbund og olympiske og paralympiske komité.
1939 starteten die nationalen Titelkämpfe, 1951 die Juniorenmeisterschaften, 1954 die Norwegian International und 1955 die Mannschaftsmeisterschaften.

## Bedeutende Veranstaltungen, Turniere und Ligen
- Norwegian International
- Norwegische Meisterschaft
- Norwegische Mannschaftsmeisterschaft
- Norwegische Juniorenmeisterschaft

## Bedeutende Persönlichkeiten
- Trond Wåland – Präsident